# باربورا فوتيكوفا
باربورا فوتيكوفا (مواليد 13 سبتمبر 1996) هي لاعبة كرة قدم تشيكية تلعب في مركز حارس المرمى في نادي باريس سان جيرمان.

## روابط خارجية
- باربورا فوتيكوفا على موقع الاتحاد الأوربي (الإنجليزية)
- باربورا فوتيكوفا على موقع قاعدة بيانات كرة القدم.إي يو (الإنجليزية)
- باربورا فوتيكوفا على موقع Soccerway.com (الإنجليزية)
- باربورا فوتيكوفا على موقع عالم كرة القدم.نت (الإنجليزية)